# Záletník 2
Záletník 2 (v originále Nous irons tous au paradis) je francouzský hraný film z roku 1977, který režíroval Yves Robert. Snímek měl světovou premiéru 9. listopadu 1977.

## Děj
Étienne Dorsay posedlý žárlivostí objeví náhodou fotografii, na které se jeho žena Marthe líbá s cizím mužem v kostkovaném saku. Zkouší různé triky, jak dotyčného muže identifikovat.
Étienne a jeho přátelé ve stejné době získávají za bezkonkurenční cenu venkovský dům s tenisovým kurtem. Později se ukáže, že leží nedaleko letiště a dům koupili během letecké stávky.
Simon prožívá úmrtí své nemocné matky. Daniel, ač homosexuál, se chce oženit se svou šéfkou, ale ta na poslední chvíli svatbu odřekne. Bouly je nerozhodný ohledně své nové přítelkyně Daisy a zásadami volné lásky. Étienne nakonec zjistí, že fotografie jeho ženy s jiným mužem byla pouze zkouškou amatérského divadelního souboru. Ženě proto odpustí. Ve skutečnosti vůbec neví, na rozdíl od svých přátel, že jeho žena skutečně má milence.

## Obsazení
| Jean Rochefort         | Étienne Dorsay                      |
| Claude Brasseur        | Daniel                              |
| Guy Bedos              | Simon Messina                       |
| Victor Lanoux          | Boulifet zvaný Bouly                |
| Danièle Delorme        | Marthe Dorsay                       |
| Marthe Villalonga      | Mouchy, Simonova matka              |
| Jenny Arasse           | Bernadette, Étiennova kolegyně      |
| Christophe Bourseiller | Lucien Raki                         |
| Josiane Balasko        | Josy, Lucienova přítelkyně          |
| Anne-Marie Blot        | Marie-Ange, bývalá Boulyho manželka |
| Élisabeth Margoni      | Daisy, nová Boulyho přítelkyně      |
| Pascale Reynaud        | Delphine, Étienneova dcera          |
| Maïa Simon             | paní Chalamand                      |
| Catherine Verlor       | Stéphanie, Étiennova dcera          |
| Daniel Gélin           | Bastien                             |
| Vania Vilers           | Benoît                              |
| Gaby Sylvia            | Marie-Christine Bosquet             |
| Vladimir Cosma         | houslista                           |
| Carole Jacquinot       | Mireille                            |
| Claude Legros          | taxikář                             |
| Jean-Pierre Leroux     | Willy                               |
| Janine Souchon         | Boulyho sekretářka                  |

## Ocenění
- César: nominace v kategoriích nejlepší film, nejlepší výprava (Jean-Pierre Kohut-Svelko), nejlepší původní scénář nebo adaptace (Jean-Loup Dabadie)